# William Daniels (photographe)
Pour les articles homonymes, voir William Daniels et Daniels.
William Daniels (né le 11 janvier 1977 à Mont-Saint-Aignan) est un photographe documentaire français. Lauréat de nombreux prix internationaux. Il est notamment un contributeur régulier de la revue National Geographic.

## Biographie
William Daniels commence sa carrière de photographe en 2002 après avoir suivi les cours du centre IRIS pour la photographie à Paris. Son premier reportage l'emmène aux Philippines, où il documente le sort des enfants des rues de Manille. Ce reportage, intitulé Les petits fantômes de Manille, remporte en 2004 le Prix de la photographie sociale et documentaire. Depuis lors, les notions d’identité et de communauté sont un élément essentiel de sa production photographique, qui s’articule autour de thématiques sociales ou humanitaires, souvent liées à des communautés isolées ou fragilisées dans des territoires en crise. À travers ses reportages, William Daniels traite d’enjeux variés : sanitaires, sociaux, sécuritaires, économiques, politiques, etc. 
Son travail a été récompensé par de nombreux prix internationaux dont deux World Press, le Visa d’or humanitaire du CICR du festival de Perpignan, la bourse de la fondation Lagardère, la bourse Tim Hetherington du World Press Photo, la bourse Getty Grant et le Prix du festival de la photographie éthique de Lodi.

## Thèmes de prédilection et principaux travaux

### Paludisme
Entre 2005 et 2008, William Daniels se rend dans 7 pays différents afin de réaliser un travail à long terme sur le paludisme à travers le monde qui sera exposé sur le pont des Arts à Paris en septembre 2008 puis au Parlement européen en 2011, et sera repris dans le livre Mauvais air, publié par les éditions Images en Manœuvres en septembre 2008. 

### Kirghizistan
De 2007 à 2010, William Daniels s’intéresse au Kirghizistan et documente sur le long terme l’instabilité récurrente de ce petit pays d’Asie centrale qui connaît deux révolutions en 2005 et 2010. Afin de mener à bien ce travail, il est lauréat de la bourse de la fondation Jean-Luc Lagardère. Son travail est publié en 2012 dans le livre Faded Tulips.

### Libye
En 2011, en plein printemps arabe, William Daniels se rend à plusieurs reprises en Libye afin d’y documenter la révolution contre Mouammar Khadafi jusqu’à la chute de Tripoli.

### Syrie
Début 2012, William Daniels se rend à Homs, en Syrie, pour couvrir la situation dans le quartier de Bab Amr, assiégé par le régime syrien. Le 22 février 2012, il est sur place, dans un centre de presse en compagnie d'autres journalistes, lorsqu'un bombardement du régime tue deux de ses confrères : son ami le photo-reporter Rémi Ochlik et la correspondante de guerre américaine Marie Colvin. Deux autres journalistes sont grièvement blessés, la journaliste française Édith Bouvier et le journaliste britannique Paul Conroy. William Daniels est indemne, de même que le reporter de guerre espagnol Javier Espinoza. Les journalistes sont évacués par des militants syriens avec l'aide de l'Armée syrienne libre,.

### Centrafrique
Entre 2013 et 2016, William Daniels séjourne à 10 reprises en Centrafrique en proie à une terrible crise sécuritaire. Il y documente les tensions ethniques mais aussi le contexte et les conséquences affectant ce pays à l’instabilité permanente depuis son indépendance de la France,. Pour ce travail, il reçoit la bourse Tim Hetherington, la bourse Getty, un World Press et un Visa d'Or du festival, Visa pour l'Image, de Perpignan. L’ensemble de son travail est publié en 2017 aux éditions Clémentine de la Ferronnière dans un livre intitulé RCA,. 
En 2014, en collaboration avec l’ONG Action contre la faim, des images de William Daniels réalisées en Centrafrique sont exposées sur une fresque de cent mètres de long lors de la nuit blanche à Paris. Son travail sur la Centrafrique sera ensuite présenté au musée WarPhoto Limited de Dubrovnik en 2015 puis exposé avec le soutien de Médecins sans frontières à New York début 2016.

### Sibérie
En 2014 et 2015, William Daniels se rend, avec le soutien du magazine National Geographic puis grâce à une bourse du Centre national des arts plastiques, en Sibérie et en extrême-orient russe et documente la vie des personnes isolées le long de la mythique ligne ferroviaire Baïkal-Amour-Magistral (BAM).   

### Vaccins
En 2016, le magazine National Geographic lui commande une enquête sur les vaccins et leur importance dans le monde en développement. Il se rend notamment en République démocratique du Congo, au Bangladesh et au Pakistan. 

### Rohingya
En 2017, William Daniels se rend à trois reprises à la frontière Bangladesh/Myanmar afin de couvrir l’exode massif des Rohingya pour le magazine National Geographic.

## Prix et distinctions
- 2018 - 2019 : Grantee de la National Geographic Society[26]
- 2016 : Prix du festival de la photographie éthique, Lodi, Italie[27]
- 2015 : Bourse Photographie documentaire du CNAP[28]
- 2015 : Bourse Tim Hetherington[16]
- 2014 : Bourse Getty de la photographie éditoriale[29]
- 2014 : Visa D’Or humanitaire, Festival VISA[30]
- 2014 : World Press, 2e prix[31]
- 2008 : World press, 3e prix
- 2007 : Prix jeune photographe de la fondation Lagardère[7]
- 2007 : Prix du jeune reporter François Chalais

## Expositions
- 2019 : Wilting Point (commissaire Marie Lesbats), Pavillon Carré de Baudoin, Paris[32],[33],[34],[35]
- 2016 : Uncertain Tomorrow (Centrafrique), Brooklyn, New York[22]
- 2015 : CAR, Musée War Photo Limited, Dubrovnik, Croatie[21]
- 2014 : Nuit Noire, Centrafrique, Nuits Blanches, Paris[36]
- 2014 : Le train des oubliés et Centrafrique, Visa Pour L’image, Perpignan[37]
- 2012 : Faded Tulips, galerie Fait et Cause, Paris[38]
- 2008 : Mauvais Air, exposition sur le pont des Arts, Paris[39]

## Ouvrages
- William Daniels, Wilting Point, Editions Imogène, janvier 2019[40]
- William Daniels, RCA, République Centrafricaine, Clémentine de la Feronnière éditions, avril 2017, 104 p. (ISBN 978-1-0965-7502-3 et 1-0965-7502-7, EAN 979-1096575022, lire en ligne)
- William Daniels , Faded Tulips, Kirghizistan, Emphasis publishing, 2012
- (en) William Daniels, Mauvais air (Livre photographique), Marseille, Images en Manœuvres éditions, septembre 2008, 112 p. (ISBN 978-2-84995-133-0, lire en ligne)